# 阿波市ケーブルネットワーク
阿波市ケーブルネットワーク（あわしケーブルネットワーク、英: Awa City Cable Network）は、徳島県阿波市の全域を光ファイバーを用いて展開している市営のケーブルテレビ局である。
略称はACN。管轄部署は『阿波市土成支所情報ネットワーク課』。

## 概要
これまでのサービス
同市のうち、旧阿波郡阿波町と旧板野郡吉野町ではCATVが未整備だった（両町では、アンテナ設置による個別受信や、自治会ごとの共同受信を行っていた）。反対に、旧板野郡土成町および旧阿波郡市場町は既存の（同軸ケーブルを用いた）CATV（旧土成町は『土成町有線放送組合（DHK）』、旧市場町は『市場町ケーブルテレビネットワーク（ICN）』）が整備されていた。
ACN開始時期
2007年（平成19年）1月以降（工事完了世帯から順次）。（旧土成町及び旧市場町は同年4月以降。）

## サービス詳細
地上デジタルの伝送方式（別途ケーブルテレビの項参照）
同一周波数パススルー方式
詳細
公式サイトを参照

## 所在地
全て徳島県阿波市。
配信拠点
阿波市ケーブルネットワークセンター - 土成町土成字丸山1番地1
（阿波市役所土成支所情報ネットワーク課（旧DHK）内。土成支所（旧土成町役場）とは別棟になる）
サブセンター
- 阿波市ケーブルネットワーク阿波サブセンター - 阿波町東原173番地（阿波市役所阿波支所内）
- 阿波市ケーブルネットワーク市場サブセンター - 市場町字上野段385番地1
- 阿波市ケーブルネットワーク吉野サブセンター - 吉野町西条字大西29番地1

## サービスエリア
- 徳島県阿波市全域

## サービス内容
1. 地上波テレビ放送（デジタル）、BS（デジタル）・CS（110°CSデジタル）の各放送の再送信（多チャンネルサービスは110°CSデジタルで対応）
2. 自主放送番組（阿波市議会録画放送や行政案内、阿波踊り中継（阿波踊り開催時期のみだが再放送あり。ケーブルテレビ徳島制作)、サイエンスチャンネル（一部時間帯）を放送）
3. 音声告知機を用いた、音声告知放送（告知機は、加入料金に含まれる）
4. 高速インターネットサービス（STNetのPikaraおよびIP電話の光でんわが利用できる。申し込みは別途必要。）

## 主な放送チャンネル

### 地上波系列別再送信局
| NHK G   | NHK E   | NNN/NNS  | ANN            | JNN      | TXN        | FNN/FNS    | JAITS                   |
| ------- | ------- | -------- | -------------- | -------- | ---------- | ---------- | ----------------------- |
| NHK徳島 | NHK徳島 | 四国放送 | 朝日放送テレビ | 毎日放送 | テレビ大阪 | 関西テレビ | サンテレビ テレビ和歌山 |

### テレビ局
| デジタル | 放送局                 |
| -------- | ---------------------- |
| TV011    | 四国放送               |
| TV021    | NHK徳島Eテレ           |
| TV031-0  | NHK徳島総合            |
| TV031-1  | サンテレビ             |
| TV041    | 毎日放送               |
| TV051    | テレビ和歌山           |
| TV061    | 朝日放送テレビ         |
| TV071    | テレビ大阪             |
| TV081    | 関西テレビ             |
| TV111    | ACN自主放送            |
| TV121    | けーぶる12             |
| BS101    | NHK BS                 |
| BS141    | BS日テレ               |
| BS151    | BS朝日                 |
| BS161    | BS-TBS                 |
| BS171    | BSテレ東               |
| BS181    | BSフジ                 |
| BS191    | WOWOWプライム          |
| BS192    | WOWOWライブ            |
| BS193    | WOWOWシネマ            |
| BS200    | BS10                   |
| BS201    | BS10スターチャンネル   |
| BS211    | BS11イレブン           |
| BS222    | BS12 トゥエルビ        |
| BS231    | 放送大学テレビ         |
| BS234    | グリーンチャンネル     |
| BS236    | BSアニマックス         |
| BS242    | J SPORTS 1             |
| BS243    | J SPORTS 2             |
| BS244    | J SPORTS 3             |
| BS245    | J SPORTS 4             |
| BS251    | BS釣りビジョン         |
| BS252    | WOWOWプラス            |
| BS255    | 日本映画専門チャンネル |
| BS256    | ディズニー・チャンネル |
| BS260    | J:COM BS               |
| BS265    | BSよしもと             |
| 4K 101   | NHK BSプレミアム4K     |
| 4K 141   | BS日テレ 4K            |
| 4K 151   | BS朝日 4K              |
| 4K 161   | BS-TBS 4K              |
| 4K 171   | BSテレ東 4K            |
| 4K 181   | BSフジ 4K              |
| 4K 211   | ショップチャンネル 4K  |
| 4K 221   | 4K QVC                 |

この他110°CSデジタル放送の全チャンネルにも対応（2008年6月以降）。ただし、BSとCSの有料放送は各放送事業者への加入が必要となる。
- ACN自主放送は2008年4月以降、文字放送にナレーションが付くようになった。なお、地上デジタルはHD放送となる（ハイビジョン送出）。
- 地上デジタル再送信について関西広域局の毎日放送・朝日放送・関西テレビは2008年5月、県域局のテレビ大阪・サンテレビ・テレビ和歌山は2010年11月にそれぞれ開始した。
- デジタル再送信の要望を取り下げる見返り措置として、デジアナ変換によるよみうりテレビの再送信が2015年3月末まで実施された[1]。
- デジアナ変換サービスは2015年3月31日で終了。ただし四国放送およびNHKについては統一地方選挙（徳島県）の政見放送に対応する為に4月末まで放送した。

### ラジオ局
ケーブルテレビ徳島とは異なり、Kiss-FM KOBE・FM COCOLO・コミュニティFM局のエフエムびざんは配信されていない。
AM放送・FM補完中継局もNHK、民放とも配信していない。
| 周波数 （MHz） | 放送局 |
| -------------- | ------ |
| 80.2           | FM802  |
| 80.7           | FM徳島 |
| 83.4           | NHK-FM |
| 85.1           | FM大阪 |